# Kino Capitol w Katowicach
Kino Capitol − nieistniejące obecnie kino w Katowicach. Mieściło się w budynku przy ulicy Plebiscytowej 3. Obiekt powstał jako sala koncertowa pobliskiego hotelu Deutsches-Haus, natomiast kino w tym budynku otwarto w 1928. 
Autorstwo projektu gmachu przypisywano Carlowi Moritzowi, temu samemu, który projektował także gmach Teatru Śląskiego. Opinia ta oparta jest na podobieństwie obydwu gmachów. Istnieją także hipotezy, że projektantem był Paul Frantzioch, co potwierdzają jego podpisy na kilku projektach obiektu. Najprawdopodobniej Frantzioch konsultował projekt z Moritzem.
Początkowo w budynku miała siedzibę sala koncertowa (Concerthaus Deutsches-Haus), a następnie m.in. Teatr Rozmaitości "Mascotte" (występujący później pod nazwą "Bagatela").
Kino Capitol otwarto w budynku w 1928. Posiadało dwie sale projekcyjne, dużą na 870 (tzw. "Duży Capitol") i mniejszą na 430 miejsc (tzw. "Mały Capitol"). W pierwszym z nich przeważał poważny i ambitny repertuar dramatyczny, natomiast w drugim grywano lżejszy repertuar, głównie filmy młodzieżowe i westerny. W 1930 służyło jako arena walk bokserskich. Dodatkowo w budynku mieściły się sale bilardowe oraz restauracja z salą kabaretową. W latach 1935/36 właścicielem całego budynku, w tym i obu kin, był Alojzy Potempa.
Po II wojnie światowej kino przemianowano na "Kino Słońce", pod zmienioną nazwą funkcjonowało do 1956, kiedy to budynek przejęła Narodowa Orkiestra Symfoniczna Polskiego Radia. W 1967 roku z gmachu dawnego kina wyruszył kondukt pogrzebowy Zbigniewa Cybulskiego, w budynku kina trumna z jego zwłokami była wystawiona na widok publiczny.
Ostatnią instytucją mającą siedzibę w budynku kina Capitol była Orkiestra Rozrywkowa Polskiego Radia i Biuro Koncertowe (później pod nazwą Instytucja Promocji i Upowszechniania Muzyki "Silesia").
Na początku lat 90. XX wieku budynek przejęli prywatni właściciele i odtąd zaczął popadać w ruinę, gdyż właściciele z których jeden przebywa poza granicami Polski nie przejawiali nim zainteresowania. Zakupem historycznego budynku zainteresowane było miasto Katowice, jednakże ostatecznie zrezygnowało z tego pomysłu. W maju 2010 po wielu latach dawne kino Capitol zostało otwarte na czas Festiwalu Filmów Kultowych. 17 maja 2010 po wielu latach przerwy na nowo wyświetlono w nim film, którym był "Czarnoksiężnik z krainy Oz" Victora Fleminga. Dzięki Festiwalowi Filmów Kultowych na nowo zainteresowano się obiektem. W marcu 2011 obiekt wydzierżawiła prywatna firma − Energy2000. W 2011 rozpoczęto także remont obiektu.